# Salvatore Martire
Salvatore Martire (Barletta, 21 maggio 1931 – Foggia, 6 marzo 2017) è stato un calciatore italiano, di ruolo ala.

## Carriera
Nel 1951 fu acquistato dal Napoli, con cui esordì nel massimo campionato il 30 marzo 1952 disputando l'incontro Pro Patria-Napoli conclusosi con il risultato di parità. A fine stagione fu prestato per un'annata al Toma Maglie, con cui partecipò al campionato di Serie C 1952-1953. Rientrato al Napoli, disputò altre tre partite nel campionato 1953-1954, prima di concludere la carriera nelle serie minori con Barletta e Pescara.